# Померой (Пенсільванія)
Померой (англ. Pomeroy) — переписна місцевість (CDP) в США, в окрузі Честер штату Пенсільванія. Населення — 1085 осіб (2020).

## Географія
Померой розташований за координатами 39°57′52″ пн. ш. 75°53′5″ зх. д. / 39.96444° пн. ш. 75.88472° зх. д. (39.964402, -75.884621).  За даними Бюро перепису населення США в 2010 році переписна місцевість мала площу 0,86 км², з яких 0,85 км² — суходіл та 0,01 км² — водойми.

## Демографія
Згідно з переписом 2010 року, у переписній місцевості мешкала 401 особа в 175 домогосподарствах у складі 113 родин. Густота населення становила 469 осіб/км².  Було 184 помешкання (215/км²).
Расовий склад населення:
| - 86,3 % — білих - 5,5 % — чорних або афроамериканців - 2,0 % — азіатів - 0,7 % — вихідців з тихоокеанських островів - 1,7 % — осіб інших рас |

До двох чи більше рас належало 3,7 %. Частка іспаномовних становила 7,2 % від усіх жителів.
За віковим діапазоном населення розподілялося таким чином: 17,5 % — особи молодші 18 років, 68,8 % — особи у віці 18—64 років, 13,7 % — особи у віці 65 років та старші. Медіана віку мешканця становила 44,5 року. На 100 осіб жіночої статі у переписній місцевості припадало 91,9 чоловіків;  на 100 жінок у віці від 18 років та старших — 92,4 чоловіків також старших 18 років.
Цивільне працевлаштоване населення становило 137 осіб. Основні галузі зайнятості: освіта, охорона здоров'я та соціальна допомога — 41,6 %, науковці, спеціалісти, менеджери — 28,5 %, мистецтво, розваги та відпочинок — 13,1 %, інформація — 10,2 %.